# Bran ua Máele Dúin
Bran ua Máele Dúin (ou Bran mac Dúnchada) (mort en 712) est roi des Uí Cheinnselaigh du sud Leinster. Il est issu du sept Sil Máeluidir de cette lignée du Laigin, qui était établie dans la future baronnie de Shelmalier dans le cours inférieur de la rivière Slaney au sud de l'actuel comté de Wexford.  La date de l'accession au trône de Bran est inconnue mais la Liste de Rois du Livre de Leinster lui attribue un règne de trois ans qui doit correspondre à la période 709 à 712. 

## Contexte
Son dernier ancêtre paternel à avoir exercé la souveraineté est Éogan Cáech mac Nath Í qui doit avoir vécu au début du VIe siècle et de qui  Bran est le descendant à la 5e génération. le grand-père de Bran ; Máel Dúin mac Máel Uidir est le fondateur éponyme du son sept. Le dernier membre de ce sept à avoir occupé le trône est Forannán mac Máel Udir que la « Liste de Rois » place à la fin du VIe siècle.

## Règne
les Annales d'Ulster relèvent qu'en 709 les Uí Cheinnselaigh combattent lors de la Bataille de Selg en Fortuatha Laigen, c'est-à-dire l'est des montagnes de Wicklow contre Cellach Cualann mac Gerthidi, roi de Leinster du sept Uí Máil autre lignée des Laigin. Au cours de ce combat, deux des fils de Cellach périssent. Les Annales de Tigernach agardent le silence sur l’adversaire de  Cellach et font mention de mercenaires brittoniques. Les Uí Cheinnselaigh étaient vraisemblablement les agresseurs et le combat semble avoir été indécis malgré les pertes de Cellach. 
Les Uí Cheinnselaigh s'engagent ensuite dans d’inextricables conflits internes et en 712 Bran est tué lors d'un combat avec ses fils. Le Livre de Leinster désigne cette bataille sous le nom d' Áth Buichet. L'un des fils de Bran réussit à survivre: Cennselach mac Brain (mort en 770) qui deviendra plus tard roi des Uí Cheinnselaigh.

## Sources
- Annales d'Ulster sur  at University College Cork
- (en) Gearoid Mac Niocaill , Ireland before the Vikings, Dublin: Gill and Macmillan (1972)
- Livre de  Leinster,Rig Hua Cendselaig sur  at University College Cork